# Chikkadagodu, Sorab
Chikkadagodu là một làng thuộc tehsil Sorab, huyện Shimoga, bang Karnataka, Ấn Độ.